# 臺南市南化區南化國民小學
23°02′39″N 120°28′13″E / 23.044257°N 120.470193°E
臺南市南化區南化國民小學（簡稱南化國小）為臺灣臺南市南區的一所國民小學，被列為特殊偏遠學校，其源自1909年設立的噍吧哖公學校南庄分校，至今超過百年歷史。

## 校史
南化國小最早是1909年4月1日成立的「噍吧哖公學校南庄分校」，位在臺南廳內新化南里南庄287番地（現在警察局玉井分局南化分駐所對面），學區包含內新化南里、楠梓仙溪西里。1914年3月，外噍吧哖區長張阿賽、內噍吧哖區長江寬、內新化區長陳和尚申請江南庄分校獨立為「南庄公學校」，並在同年4月1日獨立，同年6月1日再改稱「內新化公學校」。1921年4月1日，學校隨著前一年度的行政區劃改制，改稱「南化公學校」，同時設置「北寮分教場」（今北寮國小）。1941年4月1日，學校改制為「南化國民學校」，此時的地址為臺南州新化郡南化庄南化287番地。
二戰後，學校在1946年遷到南化聚落西側的現址。1968年8月1日，因九年國民教育實施而改稱「南化國民小學」。1973年6月1日，設立附設自立幼稚園。

## 歷任校長
日治時期
1. 高橋四郎：1914年，原任打狗公學校教諭，後任太巴塱公學校教諭
2. 坂間仁太郎：1915年，原任安平公學校永寧分校教諭
3. 中島清榮：1916年~1920年，原任楓港公學校長，後任官佃公學校長
4. 沖元謙市：1920年~1921年，原任噍吧哖公學校二重溪分校教諭，後任玉井公學校長
5. 鈴木徹：1922年~1927年，原任玉井公學校長
6. 王桂塘：1929年，原任新化公學校訓導，後任南安公學校長
7. 坂梨喜代次：1930年~1931年，原任新市公學校訓導，後任安定公學校長
8. 上村枡雄：1932年~1935年，後任大屯子公學校長
9. 菊地札右衛門：1936年~1937年，原任大屯子公學校長，後任楠西公學校長
10. 川上保：1938年~1940年，原任塭子內公學校長，後任栗子崙國民學校長
11. 鹿肝長吉：1941年~，原任新化尋常小學校訓導，後任豐田國民學校
12. 加藤鬼義：1944年~1945年10月，原任安定國民學校訓導

戰後
1. 呂茂仁：1946年
2. 劉聯祥：1946年~1953年
3. 李知己：1953年~1954年
4. 陳延服：1954年~1956年
5. 温禎祥：1956年~1959年
6. 顏能安：1959年~1965年
7. 簡宿業：1965年~1969年
8. 吳武將：1969年10月
9. 林堯道：1973年8月
10. 顏能安：1974年8月
11. 呂榮宗：1983年10月 詹長衛：1986年10月（教導主任代理） 黃吉田：1987年8月（教導主任代理）
12. 林金霞：1988年8月
13. 林信宏：1985年2月
14. 黃吉田：1999年8月
15. 蘇麗卿：2002年8月
16. 李世賢：2013年
17. 張理誠：2021年（現任）